# 아비앙카 카고
아비앙카 카고(영어: Avianca Cargo)는 콜롬비아의 화물 항공사로 본사는 콜롬비아 메데인에 위치해 있으며 허브 공항으로 엘도라도 국제공항, 호세 마리아 콘도바 국제공항, 에르네스토 콘티스 국제공항이 있으며 계열사는 콜롬비아의 항공사인 아비앙카 항공이 있다.

## 역사
항공사는 올랜도 보티로 에스코와 아니발 오반도 칠빌리와 루이스 H. 콘손에 의해 탬파 카고(영어: Tampa Cargo)로 설립되었다. 1973년 3월 11일에 최초로 취항을 시작했다. 1996년 네덜란드의 항공사인 마르틴 에어가 절반 지분을 인수해 자회사로 편입했으나 2008년에 아비앙카 항공이 지분 전체를 인수해 자회사가 되었다. 2013년에 현재의 사명으로 변경했다.

## 보유 기종
- 2012년 3월 기준으로 아비앙카 카고는 다음과 같은 기종을 보유하고 있으며 평균 기령은 18.9년이다.[1][2]

## 사진

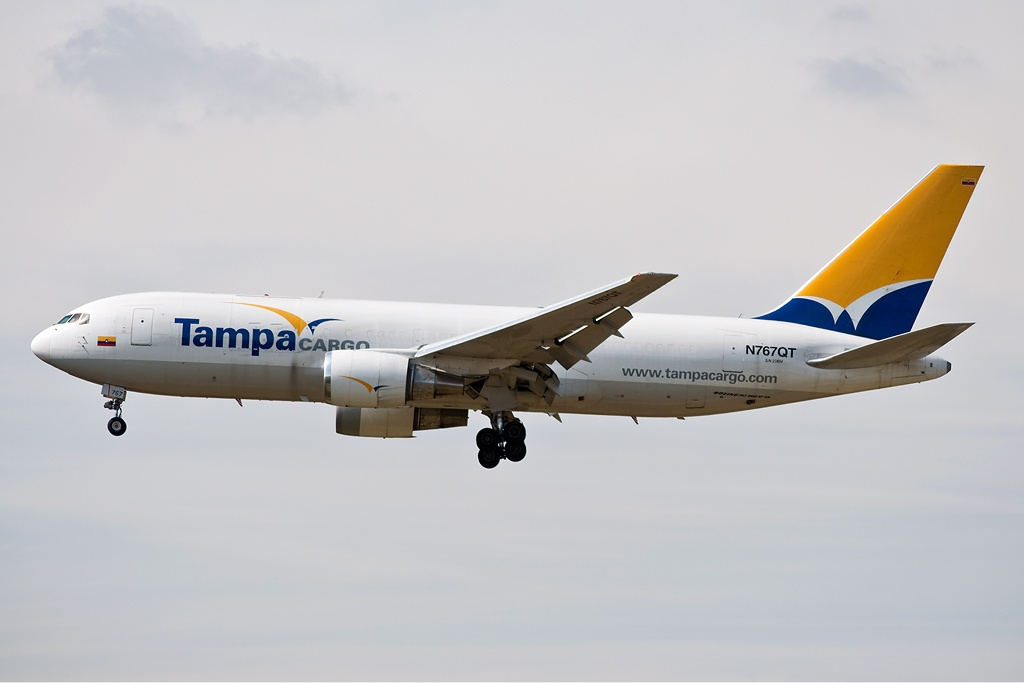
아비앙카 카고의 보잉 767-200ERF
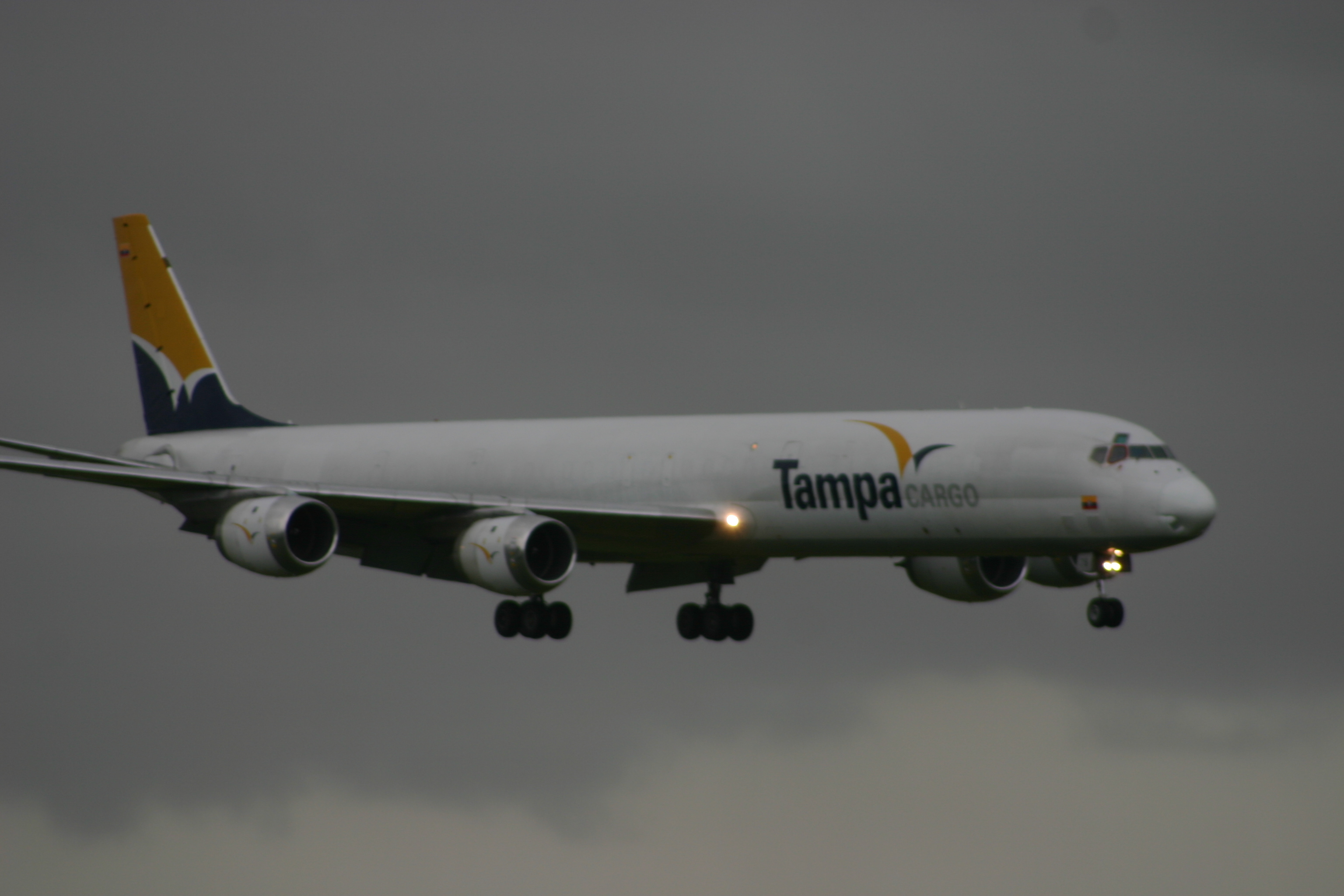
아비앙카 카고의 더글러스 DC-8-73F